# Wulkan błotny w Sidoarjo

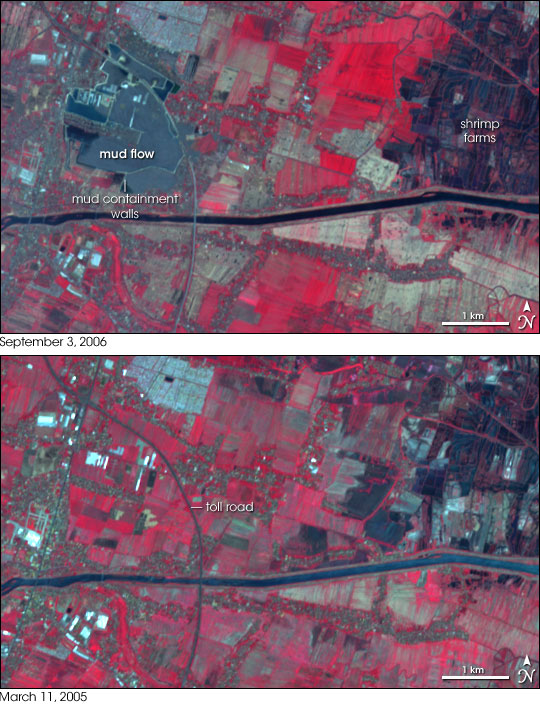
NASA Zdjęcia satelitarne po (górne) i przed erupcją (dolne)

Wulkan błotny w Sidoarjo – wielki wulkan błotny w rejonie Sidoarjo we wschodniej Jawie, powstały w wyniku działalności człowieka. Czasami nazywany także Lusi (od słów lumpur – po indonezyjsku muł i nazwy regionu Sidoarjo). 

## Powstanie i rozwój wulkanu
Wypływ gorącego (do 60 stopni) mułu nastąpił 29 maja 2006 w odległości 20 km na południe od miasta Surabaya. Jezioro błotne, które powstało w efekcie wypływu szybko ekspandowało, niszcząc dwanaście wsi, a ludność, w liczbie około trzydziestu sześciu tysięcy osób, zmuszając do ewakuacji (stan na maj 2008). W listopadzie 2006 czternaście osób zginęło w wybuchu gazociągu uszkodzonego przez strumienie błota.
W lutym 2007 dobowy wypływ błota wynosił 150 tysięcy m³. W kwietniu 2008 stwierdzono, że pod wpływem ciężaru warstw błotnych oraz rozmywania podłoża zaczął się proces zapadania gruntu pod wulkanem i wokół niego, co grozi ukształtowaniem wielkiej (do 146 m) depresji i dalszymi zniszczeniami. W maju 2008 powierzchnia zalana błotem zajmowała 6,5 km².

## Przyczyny powstania wulkanu
Za przyczynę powstania erupcji uważa się prowadzony błędnie badawczy otwór wiertniczy mający oszacować złoża gazu ziemnego. Otwór zaczęto wiercić 26 maja 2006, a pierwszy, niewielki wypływ na powierzchnię miał miejsce następnego dnia, w odległości 200 m od wiertni, w czasie gdy świder osiągnął blisko 3 km głębokości. 2 i 3 lipca miały miejsce kolejne krótkotrwałe erupcje błota, a następnie proces tworzenia wulkanu przybrał ciągły charakter. Sądzi się, że naruszenie przez świder warstwy wodonośnej, gdzie woda i gaz były pod dużym ciśnieniem, przy jednoczesnym niedostatecznym uszczelnieniu kanału wiertniczego, spowodowało gwałtowną erupcję wody, która po drodze porwała z warstw skalnych wielką masę mułu i wyniosła na powierzchnię. Firma wydobywcza, której działania wiąże się z początkiem erupcji twierdzi, że rzeczywistym powodem powstania wulkanu było trzęsienie ziemi, które miało miejsce w tym rejonie kilka dni przed wylewem błota. Jednak niezależni uczeni odrzucają tę tezę.

## Działania ratownicze

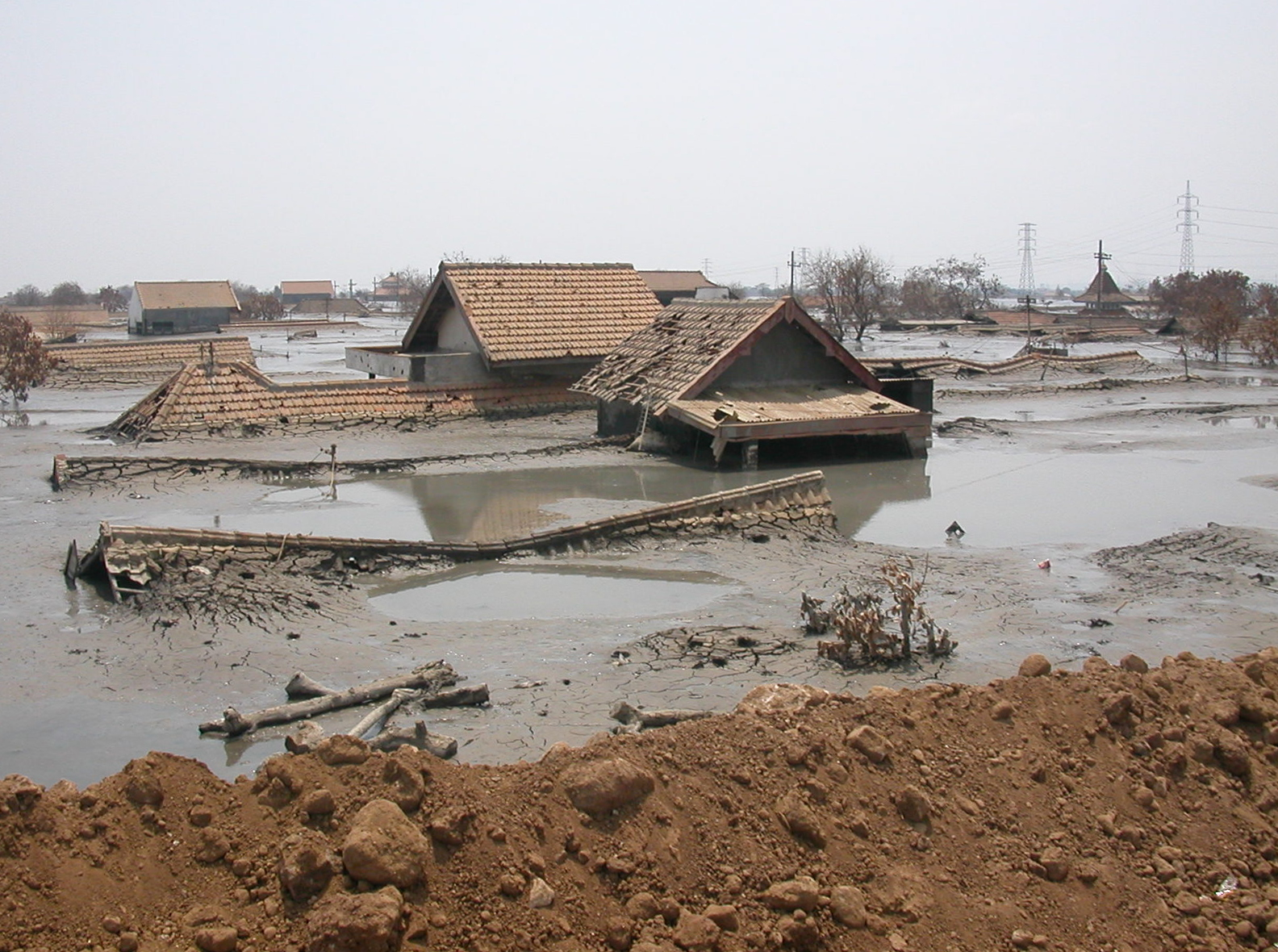
Wioska zalana przez wulkan w Sidoarjo

Podjęto dwukierunkowe działania ratownicze. Z jednej strony zmierzały one do ograniczenia zalewania okolicy przez budowę wałów i barier oraz wypompowywanie uwodnionego mułu do rzeki. Z drugiej strony w lutym i marcu 2007 podjęto próbę zaczopowania otworu w celu odcięcia dopływu nowego błota. Do krateru wulkanu wrzucono kilkaset betonowych kul, które miały zamknąć krater. Próba ta rzeczywiście przyniosła spodziewany skutek, ale tylko na 30 minut. W tej sytuacji ciągły dopływ nowego błota oraz opisane wyżej szybkie osiadanie gruntu ograniczają skuteczność stworzonych barier ochronnych. 